# Christopher Jacob Boström
Christopher Jacob Boström (Piteå, Norrbotten megye, 1797. január 1. – Uppsala, 1866. március 22.) svéd bölcsész, filozófus, Erik Gustaf Boström politikus nagybátyja.

## Élete
Christopher Boström hajóács (1760–1829) és Elisabet Hortling (1768–1838) fia. Az Uppsalai Egyetemen tanult, és ugyanott 1827-ben magántanár lett. 1833-ban a királyi hercegek nevelője, 1838-ban rendkívüli tanár, 1843-ban rendes tanár lett. 1863-ban nyugalomba vonult. Egy filozófiai iskola megalapítója. Keveset írt, de annál nagyobb hatást tett élőszóval mint tanár, valamint a vele való személyes érintkezés révén. 1859-ben kiadta A filozófiai államtan alapvonalai c. munkáját. Közreműködésével jelent meg a svéd biográfiai lexikonban terjedelmes cikk és külön is a Ch. d. Boström és filozofiája, 1859-ben. Rendszere, melyet maga racionális realizmusnak nevezett, a svéd egyetemeken még a 19. század végén is uralkodott.